# Olgyai Magda
Olgyai Magda (Szeged, 1926. március 23. – Balatongyörök, 2023. október 6.) magyar színésznő, az egri Gárdonyi Géza Színház örökös tagja.

## Életpályája
A Zeneművészeti Főiskola ének tagozatát végezte el. 1951-ben a Szegedi Nemzeti Színházban kezdte pályáját. Dolgozott a Pécsi Nemzeti Színházban, a Békés Megyei Jókai Színházban, a kaposvári Csiky Gergely Színházban, és az egri Gárdonyi Géza Színházban.1963-tól a győri Kisfaludy Színház szerződtette. 1969 és 1981 között a Miskolci Nemzeti Színház tagja, majd szabadfoglalkozású színművésznő volt. 1990-től játszott Egerben. Opera- és operettszerepeket énekelt, de  prózai színművekben is sikeres volt. Az egri Gárdonyi Géza Színház örökös tagja.

## Fontosabb színházi szerepei
- Giuseppe Verdi: Rigoletto... Gilda
- Wolfgang Amadeus Mozart: Figaro házassága... Zsuzsi
- Kálmán Imre: A cirkuszhercegnő... Sylvia; Cecília
- Lehár Ferenc: Luxemburg grófja... Fleury
- Molière: Tartuffe... Dorine
- Niccolò Machiavelli: Mandragora... Sostrata
- Arthur Miller: A salemi boszorkányok... Sarah Good
- Jókai Mór: Thália szekerén... Asszonyság
- Anton Pavlovics Csehov: Ványa bácsi... Vojnyickaja
- Örkény István: Macskajáték... Paula
- Móricz Zsigmond: nem élhetek muzsikaszó nélkül... Zsani néni
- Schönthan testvérek: A szabin nők elrablása... Retteginé